# 莫霍劳
莫霍劳，是匈牙利诺格拉德州所辖的一个村。总面积15.95平方公里，总人口961，人口密度60.3人/平方公里（2011年1月1日）。